# Bishan
Bishan – stacja węzłowa Mass Rapid Transit (MRT) na North South Line i Circle Line w Singapurze. Stacja znajduje się na osiedlu Bishan na Bishan Road.